# デヴィッド・パーカー
デヴィッド・パーカー（David Parker, 1951年 - ）は、アメリカ合衆国のレコーディング・エンジニアである。アカデミー賞録音賞に7度ノミネートされ、2度受賞している。1980年より150本以上の作品にクレジットされている。

## 主なフィルモグラフィ
- ネバー・クライ・ウルフ Never Cry Wolf (1983) アカデミー録音賞ノミネート[2]
- ワイルド・アット・ハート Wild at Heart (1990)
- イングリッシュ・ペイシェント The English Patient (1996) アカデミー録音賞受賞[3]
- パイレーツ・オブ・カリビアン/呪われた海賊たち Pirates of the Caribbean: The Curse of the Black Pearl (2003) アカデミー録音賞ノミネート[4]
- ボーン・アルティメイタム The Bourne Ultimatum (2007) アカデミー録音賞受賞[5]
- ベンジャミン・バトン 数奇な人生 The Curious Case of Benjamin Button (2008) アカデミー録音賞ノミネート[6]
- ソーシャル・ネットワーク The Social Network (2010) アカデミー録音賞ノミネート[7]
- ドラゴン・タトゥーの女 The Girl with the Dragon Tattoo (2011) アカデミー録音賞ノミネート[8]
- ローグ・ワン/スター・ウォーズ・ストーリー Rogue One (2016) アカデミー録音賞ノミネート[9]
- スター・ウォーズ/最後のジェダイ Star Wars: The Last Jedi (2017) アカデミー録音賞ノミネート[10]
- Mank/マンク Mank (2020) アカデミー音響賞ノミネート[11]
- ソウルフル・ワールド Soul (2020) アカデミー音響賞ノミネート[11]